# 3934 Tove
A 3934 Tove (ideiglenes jelöléssel 1987 DF1) a Naprendszer kisbolygóövében található aszteroida. P. Jensen, K. Augustesen, H. J. Fogh Olsen fedezte fel 1987. február 23-án.